# Aérogel

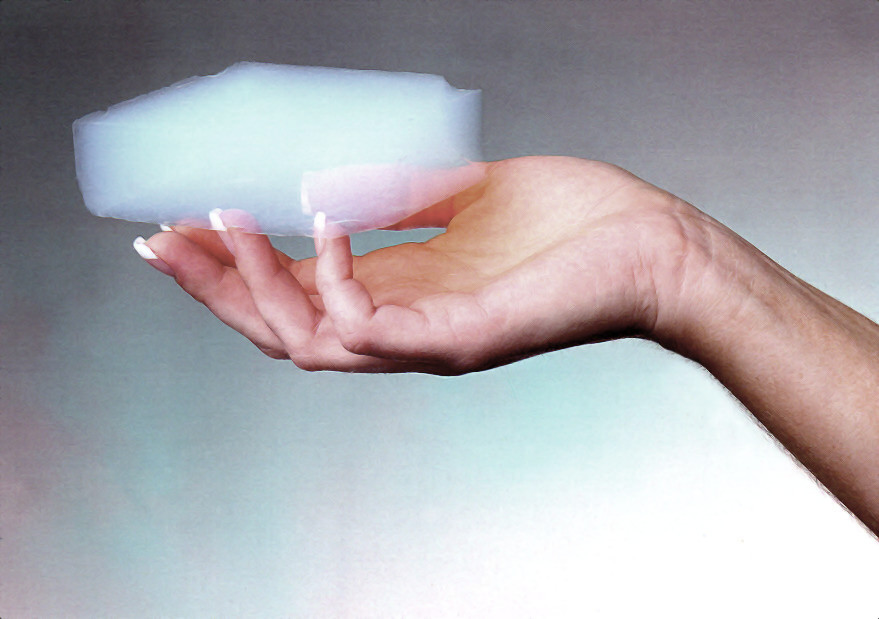
Un morceau d'aérogel.

Un aérogel est un matériau semblable à un gel où le composant liquide est remplacé par du gaz. C'est un solide à très faible densité avec plusieurs propriétés remarquables, notamment sa capacité à isoler thermiquement.
Il a été créé par Steven Kistler en 1931, lors d'un pari avec Charles Learned de la forme : « Qui pourrait remplacer le liquide à l'intérieur d'un bocal de gel, par du gaz, sans qu'il ne se rétracte ? ». Les travaux de Kistler l'ont amené à composer des aérogels de silice, d'alumine, d'oxyde de chrome(III) ou d'oxyde d'étain. Des aérogels composés de carbone ont été inventés au début des années 1990.

## Caractéristiques

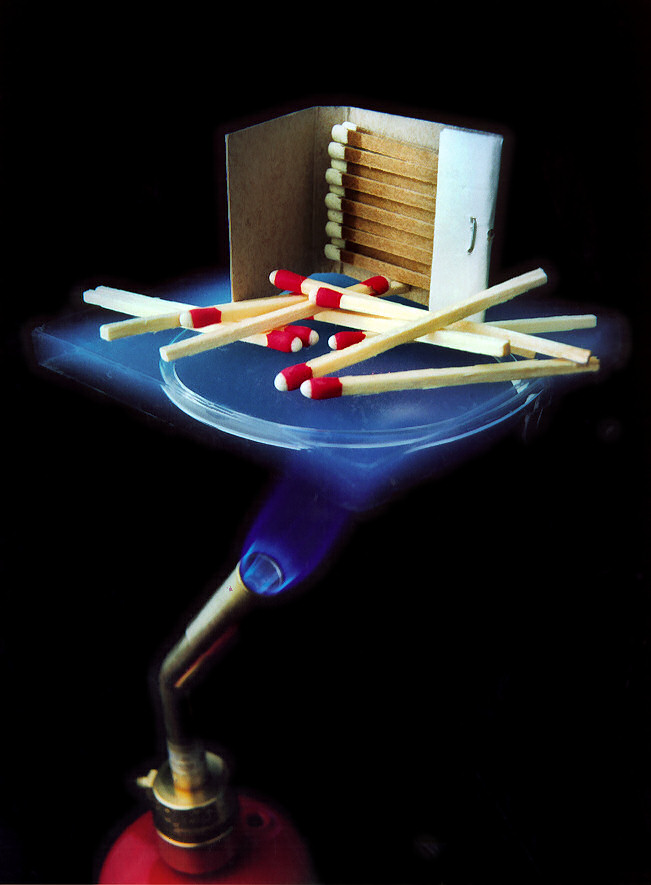
Une démonstration des capacités isolantes de l'aérogel.

L'aérogel est composé jusqu'à 99,8 % d'air avec un rapport « masse de solide / volume de l'aérogel » pouvant descendre à 0,16 mg/cm3, ce qui en faisait le solide le plus léger connu encore récemment (micro-lattice, aérographite). Il est presque complètement transparent et au toucher, fait penser à du polystyrène. Le presser légèrement ne laisse aucune marque, le presser plus fortement laisse un creux permanent. En le pressant fort, sa structure éparse s'écroule brutalement, il se brise comme du verre.

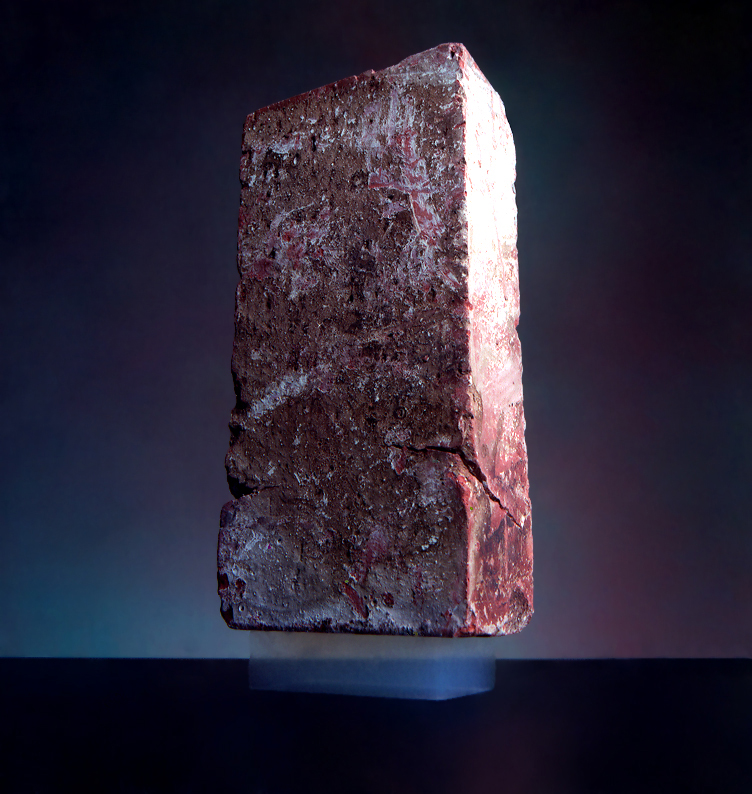
Une pièce d'aérogel pesant 2 g soutient une brique de 2.5 kg.

Bien qu'il soit enclin à se disperser, il est capable de supporter plus de 2 000 fois son poids. Cette capacité est due à sa microstructure dendritique, avec des particules sphériques d'une taille moyenne de 2 à 5 nm fusionnées en groupe, formant une structure tridimensionnelle hautement poreuse de chaînes (en forme de fractales) avec des pores mesurant moins de 100 nm. La taille et la densité moyenne des pores peuvent être ajustées lors de la fabrication.
L'aérogel est un isolant remarquable, car il stoppe presque complètement les trois méthodes de propagation de chaleur (la conduction thermique, la radiation thermique et la convection). C'est un bon inhibiteur convectif, car l'air ne peut pas circuler à travers le maillage de la structure. L'aérogel en silice est un bon isolateur conductif (c'est-à-dire en ce qui concerne la conduction thermique), grâce à la silice qui est un mauvais conducteur de chaleur. D'un autre côté, l'aérogel métallique est un meilleur conducteur de chaleur. L'aérogel en carbone est un bon isolant de radiations, car le carbone absorbe les rayonnements infrarouges qui transfèrent la chaleur. L'aérogel le plus isolant est celui en silice, avec du carbone ajouté (quasiment trois fois plus isolant que la laine de verre). Il est possible d'améliorer encore les capacités isolantes des aérogels en les vidant partiellement de leur air (moins de 0,01 atm).
À cause de sa nature hygroscopique, l'aérogel est sec au toucher et il assèche. Comme il est principalement composé d'air, il apparaît semi-transparent. Sa couleur est due à la diffusion Rayleigh de la plus petite longueur d'onde de la lumière visible par la taille en nanomètres de la structure de dendrite. C'est à cause de cela qu'il apparaît bleuté lorsqu'il se situe devant une surface sombre, et blanchâtre devant une surface claire.
Des expériences ont été menées pour fabriquer de l'aérogel en impesanteur (en utilisant le vol parabolique). Il est alors complètement transparent.
Les aérogels sont à la base hydrophiles, mais le traitement chimique de leurs surfaces peut les faire devenir hydrophobes.

## Alternatives biosourcées (bioaérogels)
L'aérogel le plus connu est à base de silice, mais des chercheurs cherchent à produire des aérogels biosourcés, si possible plus résistants qu'avec la silice.
- Le SEAgel (en) est un matériau similaire à de l'aérogel organique, fait d'agar-agar, avec un goût et une consistance rappelant les gâteaux de riz.
- Le Maerogel est constitué à base de son de riz (majoritairement jeté dans l'industrie du riz) et permet de réduire les coûts par rapport aux autres procédés[4]. Ce procédé permet de diviser par six les coûts[5].
- L'aéropectine est produite à partir de zestes d'agrumes (2015), mais est trop hygroscopique pour en faire un isolant[6],
- L'aérogel d'amidon (en réalité mélange d'amylose et d'amylopectine) pouvant provenir par exemple du maïs ou mieux du pois. Il est également très hygroscopique mais pourrait peut-être être recouvert d'un revêtement le rendant plus stable et hydrophobe[6]. Il est plus solide que l'aérogel de silice mais doté d'un coefficient de conductivité thermique plus élevé, mais néanmoins aux alentours de 0,021 W m−1 K−1 (0,025 pour l'air et environ 0,035 W m−1 K−1 pour la laine de roche et le polystyrène[6]. 
Leur performance thermique pourrait être améliorée lors de la fabrication : l'amidon dissous dans une eau agitée sous une certaine pression et de température et sous agitation mécanique pour en casser et disperser les grains est ensuite refroidi à 4 °C (phase de « rétrogradation » et de formation du gel avant d'y remplacer par un solvant durant une phase de séchage supercritique (l'acétone pourrait remplacer là l'éthanol) puis le solvant est désorbé et remplacé par de l'air[6]. Le Centre de Mise en Forme des Matériaux (Cemef) de Mines Paris-Tech étudie ce matériau[6].
- D'autres aérogels organiques, à base de biopolymères tels que la cellulose, ou dits hybrides (combinant deux composants différents ou plus, comme l'alginate et la pectine) pourraient remédier à l'inconvénient de la silice qui est sa fragilité quand elle est transformée en aérogels, mais ils[Qui ?] n'ont pas trouvé de niche sur le marché. La recherche s'oriente vers la production des aérogels organiques innovants et plus solides, à travers de projets comme NanoHybrids (2015-2019), réunissant BASF, Dräger, Arçelik, RISE Bioeconomy (en) et Nestlé, cofinancé par l'Union européenne[7], qui visait la production à grande échelle d'aérogels organiques et hybrides, nanoporeux et multifonctionnels. Il a permis à une usine pilote (à l'université de technologie de Hambourg) de synthétiser des prototypes de tels aérogels, de qualité alimentaire[8].

## Fabrication

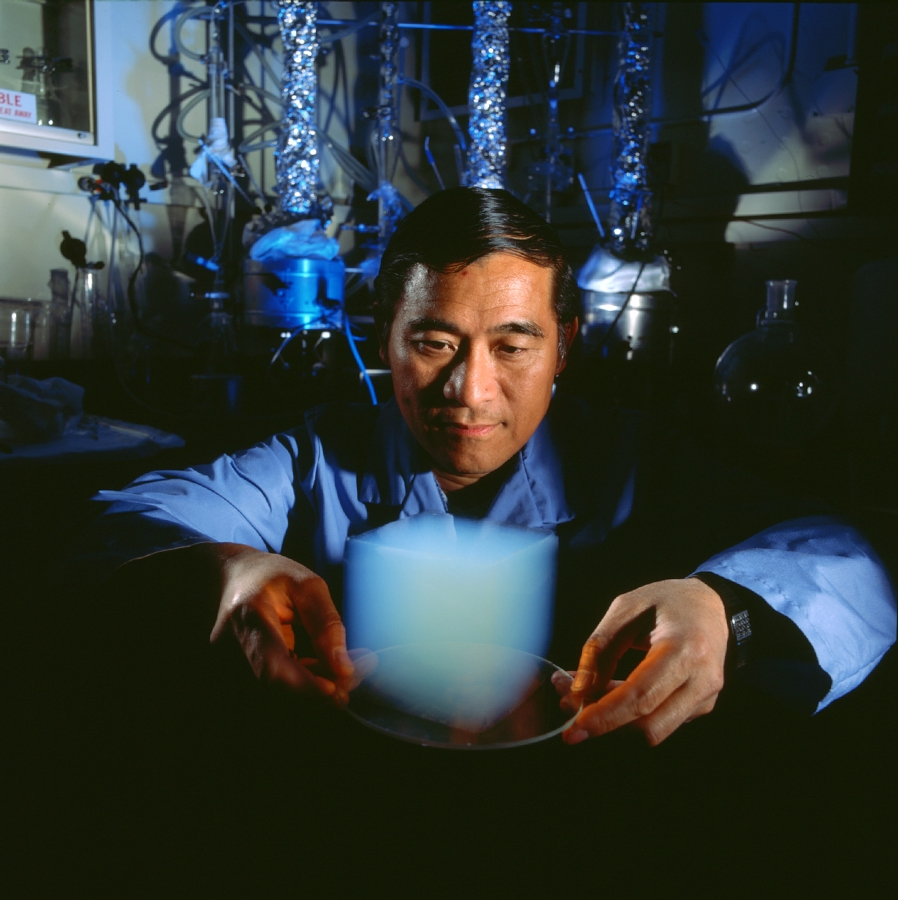
Peter Tsou de la NASA tenant un cube d’aérogel.

En principe, la fabrication de l'aérogel consiste à remplacer la composante liquide d’un gel de silice (pour l’aérogel de silice) par du gaz. Techniquement, le procédé est plus complexe. En effet, la structure du gel a tendance à s’effondrer quand on le sèche simplement. Celui-ci devient alors poreux et s’effrite.
En pratique, on sèche de l'hydrogel, un gel de silice utilisé notamment pour les lentilles de contact souples, dans des conditions de température et de pression extrêmes en remplaçant l'eau par un liquide comme l'éthanol en présence d’un « précurseur », l'alcoxyde de silice. L'alcoxyde est une sorte de catalyseur pour la réaction. Il est composé d’un alcool et de silicone. Sa formule est Si(OR)4. Cette réaction produit de la silice :
Si(OCH2CH3)4 (liq.) + 2H2O (liq.) → SiO2 (solide) + 4HOCH2CH3 (liq.).
La silice est un composé minéral stable de formule SiO2. Ensuite intervient un procédé appelé séchage supercritique (en anglais : supercritical drying). En thermodynamique, le point critique est une phase de transition se situant entre les liquides et les gaz. Fondamentalement, les états liquide et vapeur sont microscopiquement identiques : ils se caractérisent par un désordre des atomes ou molécules. Aussi, il existe une pression et une température (dites critiques) pour lesquelles cesse brusquement cette courbe de coexistence liquide-vapeur. Au-delà, le corps n'est ni liquide ni gazeux : c'est une phase fluide. C’est par ce procédé qu’on retire l’alcool du gel. Cette opération se fait dans un autoclave à des pressions variant de 50 à 60 bar, des températures de 5 à 10 °C et pendant 12 heures à 6 jours. Le but est alors atteint, on a remplacé le liquide par un gaz sans que la structure du gel ne s’effondre ou réduise de volume.
En 2012, des aérogels à base de polymères ont été synthétisés.

## Utilisations

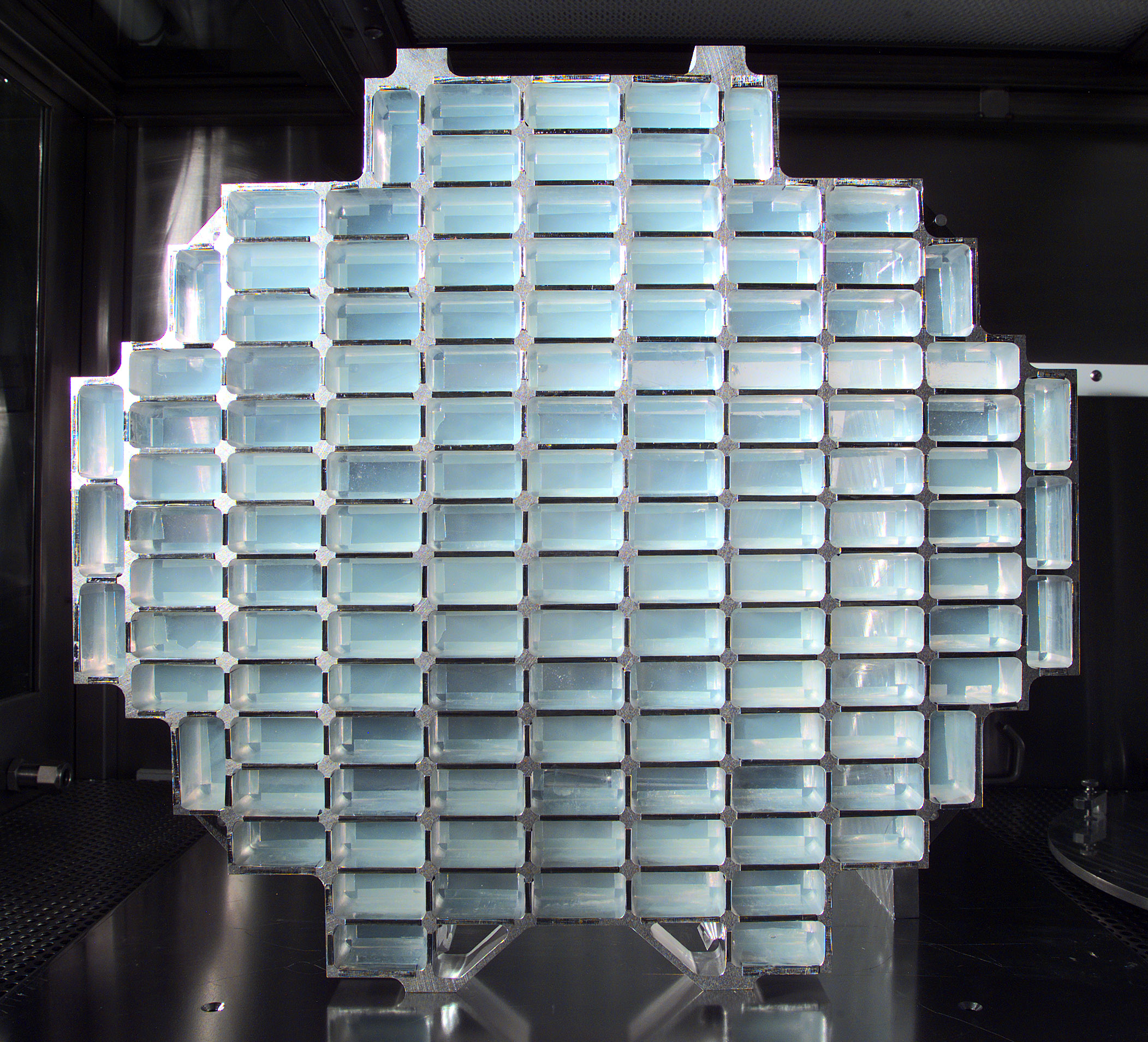
La sonde Stardust a utilisé un collecteur de poussières composé de blocs d'aérogel.

Plusieurs fonctions peuvent être réalisées par l'aérogel. Commercialement, des aérogels dans leur forme granulaire sont combinés aux vitres pour diminuer leurs pertes de chaleur. Après plusieurs séjours dans le Vomit Comet, une équipe de recherche a découvert que la production d'aérogel en impesanteur produit des particules qui ont une taille plus uniforme et qui réduit l'effet de diffusion Rayleigh dans les aérogels en silice, l'aérogel est ainsi plus transparent. Des aérogels transparents en silice pourraient très bien convenir pour diminuer les pertes de chaleur des vitres des immeubles.
Sa grande surface l'amène à être utilisé souvent, tel que dans un absorbeur chimique pour l'adsorption. Cette capacité lui donne également un grand potentiel en tant que catalyseur et transporteur de catalyseurs. Les particules d'aérogel sont également utilisées en tant qu'agent épaississant dans des peintures et des produits cosmétiques.
Ses performances peuvent être augmentées pour des applications spécifiques, en ajoutant des « dopants », renforçant ainsi ses structures et mélangeant ses compositions. En utilisant cette approche, l'étendue de ses applications peut être largement augmentée.
La production de plaques d'aérogel à but commercial commence dans les années 2000. Cette plaque est un matériau composite d'aérogel de silice renforcé en fibres qui transforment l'aérogel en matériau durable et flexible. Les propriétés mécaniques et thermiques du produit varient suivant le choix des fibres, du moule de l'aérogel, et des additifs opaques inclus.
En janvier 2004, la sonde Stardust utilise de l'aérogel pour capturer des poussières de la comète Wild 2. Ces particules de poussière se vaporisent lors de l'impact contre des solides et traversent les gaz, mais elles sont capturées grâce à de l'aérogel. La NASA a également utilisé de l'aérogel pour protéger les combinaisons spatiales portées par les astronautes.
En octobre 2014, Bouygues Construction et le chimiste allemand BASF ont signé un partenariat d'innovation afin de poursuivre conjointement le développement d'applications dans le domaine de l'isolation des bâtiments de produits à base d'aérogel de polyuréthane, appelé « Slentite ». La conductivité thermique très faible du matériau, inférieure à 0,016 W m−1 K−1, lui permettrait de se substituer à 25 % (et jusqu'à 50 %) d'un isolant traditionnel, comme la laine minérale ou le polystyrène, tout en assurant une régulation hygrothermique de l'ambiance intérieure. Parmi les autres avantages du matériau présenté le 7 octobre 2014, la facilité de découpe sans poussière et la forte résistance mécanique du produit.
Des aérogels composés de points quantiques de séléniure de cadmium dans un réseau poreux tridimensionnel ont été mis au point pour être utilisés dans l'industrie des semi-conducteurs.

## Commercialisation
Historiquement, le coût de production de l'aérogel était trop élevé pour une commercialisation à grande échelle. En 2014, son prix atteignait 1 000 dollars l'once, soit près de 30 €/g, rendant son utilisation industrielle limitée. Cependant, des avancées récentes[Quand ?] dans les procédés de fabrication ont conduit à une réduction significative des coûts. Par exemple, l'introduction de nouveaux procédés de séchage permet de réutiliser la chaleur perdue, diminuant ainsi les dépenses énergétiques et le coût de production.
De plus, selon un article paru en 2024 sur le site constructiondurable.net, l'industrialisation accrue des méthodes de fabrication laisse entrevoir une baisse de 30 à 40 % du prix des aérogels d'ici 2030.
Des initiatives comme « SICLA », portée par le projet suisse Solar Impulse Foundation (en), ambitionnent même une réduction de plus de 60 % sur le prix final de l'aérogel, le rendant plus accessible pour diverses applications industrielles et commerciales.